# Крокет (окръг, Тенеси)
Вижте пояснителната страница за други значения на Крокет.
Окръг Крокет (на английски: Crockett County) е окръг в щата Тенеси, Съединени американски щати. Площта му е 686 km², а населението – 14 532 души (2000). Административен център е град Аламо.